# 后大中华佛国
后大中华佛国是1983年在中国湖南、江西等地，由三期普渡组织前任道首石顶武之子石金鑫为首成立的一个秘密结社政权。

## 成立经过
1947年，三期普渡道首石顶武曾于湖南、江西等地成立大中华佛国。1950年代末期三期普渡道教被镇压后，大中华佛国遂宣告覆灭。大部分三期普渡的普通道徒在向政府写下保证书，登记退道后被从轻处治。部分三期普渡残余分子趁机潜伏下来，伺机图谋复国。
1966年醴陵县三期普渡道道首李丕瑞先后到株洲、湘潭、浏阳等地串联，发展道徒159人，长期进行一系列“造红黑册”、“降温灭魔”等道务活动，企图重建“佛国”。
1976年9月毛泽东逝世后，李丕瑞认为三期普渡出头，重建“佛国”的时机已到，便纠集其它三期普渡残余分子李臻仁、曾广波（又名曾家托）、王英其、钟源仁等人密谋寻访“后主”登基，重建“佛国”，并暗中发展信徒。李丕瑞后来通过化装成卖碗人，于1979年2月21日在湘潭排头乡秘密寻访到石顶武之子石金鑫。
1981年10月25日，石金鑫与三期普渡成员钟源仁之女锺月香的婚礼在位于醴陵黄沙乡清潭桥村的李丕瑞家中举行。李丕瑞，李臻仁在婚礼上率领100多名道徒集体面对黄杏佛旗行三跪九叩之礼，并诵经吟诗，焚文代表。并传“后主”旨意，于每月初一、十五，每逢仙佛寿期，集中在李丕瑞家和位于浏阳的钟源仁家中举行庆祝，为大中华佛国的兴旺同舟共济。此后李丕瑞，李臻仁等骨干成员又决定效仿“先皇”石顶武，从道徒中选拔人员，重新编练“大中华佛国护国军”，并分成甲、乙、丙3个班，由李丕瑞、李臻仁、曾广波分别统领这3个班。
1983年10月21日上午，“后主”石金鑫登基盛典于李丕瑞家中举行，石金鑫接受众人朝拜，并正式任命丞相李丕瑞、李臻仁、曾广波3人分别统领“护国军”甲、乙、丙3个班，积极训练，为将来夺取政权做准备。封钟源仁为太师，杨宏梅和王其英分别任江西和浏阳的道首等，并下发杨宏梅贡献的17张“升凭”（委任状）。分封完毕，三期普渡主要骨干成员开始组织誓师，钟源仁、曾广波等人带头高呼“推翻共产党，建立大中华佛国！三期普渡不但要统治中国，还要统治全世界”等口号。

## 覆灭
早在1979年，醴陵县公安局就获得了三期普渡道徒活动的线索。并在湘潭地区行署公安处的领导下，该局使用秘密侦察力量进行了侦察。1983年8月，醴陵县公安局又相继收到不少匿名举报信。局长喻某曾参加过1950年代初镇压三期普渡的运动，遂立即派出五路侦察员展开调查，并将“立案侦察报告”上报湖南省公安厅、株洲市公安局，很快得到批示。随后醴陵县、浏阳县等多地公安机关开始展开对三期普渡骨干成员的抓捕工作。1983年12月23日上午，李臻仁于醴陵县洪源乡被警方抓获。随后李丕瑞于黄沙乡清潭桥村落网，石金鑫亦于醴陵县落网。钟源仁于浏阳县落网，杨宏梅及其它一部分老道徒于萍乡市落网。所有被抓获人员随后被警方统一关押于醴陵县公安局看守所。
一年后，株洲市人民检察院在预审调查的基础上，根据《中华人民共和国刑事诉讼法》第100条之规定，认定李丕瑞等19名主要罪犯构成组织、利用封建迷信、会道门进行反革命活动罪，对上述人等提起公诉。1985年5月，株洲市中级人民法院在醴陵开庭审理此案，判处李丕瑞、李臻仁死刑；石金鑫、曾广波、钟源仁等人有期徒刑。